# Tombac

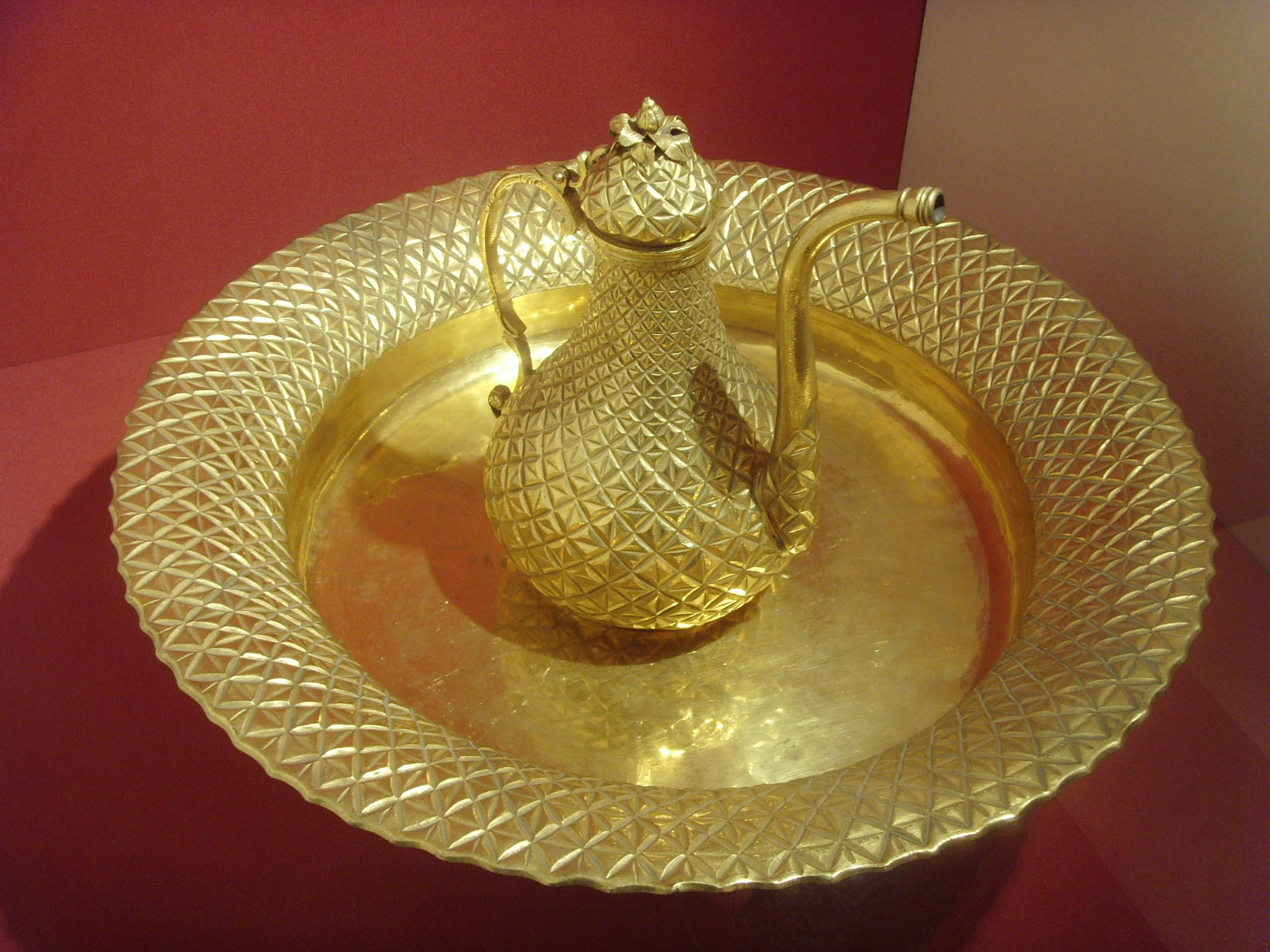
Set de obiecte de artă otomană (ibric și lighean) din tombac (1870); colecția Muzeului de Artă Turcă și Islamică din Istanbul.

Tombacul, așa cum este scris în franceză, ori tombak sau alama roșie, este un aliaj de alamă cu conținut ridicat de cupru (80-95%) și 5-20% conținut de zinc. Staniu, plumb sau arsen pot fi adăugate pentru colorare. Este un aliaj maleabil ieftin, utilizat în principal pentru medalii, ornamente, decorațiuni și unele muniții. În utilizarea mai veche, termenul se poate aplica aliajului de alamă cu un conținut de zinc de până la 28-35%. 

## Etimologie
Termenul tombac, cu varianta tombak, a intrat în limba română prin dublă „filieră”, franceză tombac și turcă tumbak, tombak. Acestea sunt împrumutate din indoneziană: tembaga, „cupru”, prin intermediar din neerlandeză tombak, concomitent cu colonizarea Indoneziei de către neerlandezi (vd. Indiile de Est Neerlandeze). În limba indoneziană cuvântul a intrat din javaneză. Probabil, termenul a fost folosit generic pentru a denumi produsele indoneziene din alamă bogată în cupru, inclusiv gongurile. Tombac este unul din puținele cuvinte din limbile europene (engleză, germană, franceză, neerlandeză, română), care provin din limba indoneziană.
Unii autori sunt de părere că în limba franceză, cuvântul tombac provine din spaniolă tumbage, tumbaga: „tombac”, sau din malay: tambaga, „cupru”, iar alții din thai: tambac sau tambaga, „cupru”, limbă denumită și limba siameză.

## Legături externe
- National Pollutant Inventory - Copper and compounds fact sheet
- Tombac - DiracDelta Science & Engineering Encyclopedia Arhivat în 3 septembrie 2009, la Wayback Machine.
- The Line Pickelhaube (Detailed explanation of Pickelhaube and use of Tombak for economic reasons)
- Schlenk German tombak manufacturer: